# Buenaventura de Arzac
Buenaventura de Arzac  fue un político, militar, escritor e impresor de oficio argentino, que participó en los sucesos de Buenos Aires de las primeras décadas del siglo XIX.

## Biografía
Buenaventura Mariano Jose Juaquin de Jesus Arsac Correa nació en Buenos Aires  el 1 de febrero de 1783, según consta en el acta de bautismo (https://www.familysearch.org/ark:/61903/3:1:9396-XRS4-FP?i=357&cc=1974184&personaUrl=%2Fark%3A%2F61903%2F1%3A1%3AXN36-6B8) y fue bautizado el 3 de febrero de 1783 con el nombre de Buenaventura Mariano José Joaquín (Juaquin según el acta de bautismo) de Jesús, siendo sus padrinos Joaquín Terrero y su esposa Josefa Villarino y González.
Era hijo del capitán navarro Vicente de Arzac y Goyeneche y de Petronila Correa de Saa y Peñalosa, nativa del país. Su padre, hijo de Vicente de Arzac y Goyeneche y de María Antonia de Goyeneche y Aguirre, era natural de Pamplona, según figura en la partida de bautismo de Buenaventura (https://www.familysearch.org/ark:/61903/3:1:9396-XRS4-FP?cc=1974184&personaUrl=%2Fark%3A%2F61903%2F1%3A1%3AXN36-6B8)  y llegó a Buenos Aires en 1750. Tras trabajar ocho años en el comercio de Francisco Álvarez Campana se estableció por su cuenta con relativo éxito que se reflejó en su inserción en la sociedad porteña. Así, fue secretario de la Santa Hermandad de Caridad presidida por el mismo Francisco Álvarez Campana, que sostenía el Colegio de Huérfanas de la ciudad. En 1800, su mujer, ya viuda, instituía un patrimonio a favor de José María Arzac por un monto de 2.000 pesos, una importante suma para la época, lo que es un indicador de los recursos de la familia.
Primo de los destacados políticos chilenos D. Carlos y D. Rafael Correa de Saa y Lazón y sobrino de los eminentes militares mendocinos José Félix Correa de Saa y Zorraindo y José Ignacio Correa de Saa y Zorraindo.
Estudió en el Real Colegio de San Carlos. De 1801 a 1803 estudió Filosofía, materia que enseñaba el clérigo Gregorio Gómez y durante el año 1804 recibió lecciones de Teología, dadas por el octogenario sacerdote Matias Camacho y por el Dr.Mariano Medrano y Cabrera, futuro Obispo de Buenos Aires. Tuvo como condiscípulos a Tomás Manuel y Nicolás de Anchorena, a Bernardino y Santiago Rivadavia, a Manuel José García, a Luis Dorrego, a Juan Ramón Rojas, a Manuel Hermenegildo Aguirre, a Francisco Narciso de Laprida, a Miguel Estanislao Soler, a Matías Patrón, a Pedro León Banegas, a Francisco Planes, entre los de mayor renombre.
En 1806 luchó en las Invasiones Inglesas. Desde adolescente mostró singular altura y era descripto como "un gigante de ocho pies, fuerte como Hércules".
Participó activamente en los sucesos de mayo de 1810 supeditado a Domingo French, quien fuera sindicado por Bartolomé Mitre como "agente popular" de Manuel Belgrano.
En la jornada del lunes 21 de mayo una carta relata que en la mañana "...French, Beruti (oficial de las Cajas) y un Arzac que no es nada, fueron a la Plaza como representantes del Pueblo"
Concurrió al Cabildo del 22 de mayo de 1810, donde adhirió al voto de French.
Formada la Primera Junta de Gobierno se alistó nuevamente en el ejército en calidad de ayudante mayor en el regimiento 5.º de infantería y en el de infantería de América.
El 15 de febrero de 1821 se casó con Manuela Josefa Ana González de Cortina y Gómez Cueli, viuda de Francisco de Calvo y Vaz, muerto heroicamente durante las Invasiones Inglesas con quien tuvo a sus hijos: Elosia Valentina Dominga Arzac Gonzalez de Cortina (1822), Pedro Arzac González de Cortina (1823), .
Era considerado entonces como "poeta de nota". Sus otros hijos: Luis Maria Arzac gonzalez de Cortina (1825), Eloisa Dominga Arzac (1827) y Felix Arzac (1829) este último tatarabuelo de la Artista plástica y poeta Silvia Arzac.
Adhirió a la facción directorial. Se desempeñó como impresor y periodista para lo que se asoció con Bernardo Vélez y luego con Manuel Antonio de Castro, con quienes arrendó la Imprenta de los Niños Expósitos que editó la Gazeta de Buenos Ayres hasta septiembre de 1821. En el virulento debate periodístico de la época sus adversarios le pusieron el mote de Ciento Patas.
Tras exilarse con la caída de su partido, y de regreso a Buenos Aires, en 1833 estableció su imprenta en Cangallo 58. Entre las publicaciones importantes que hizo figuran la Galería de Ilustres Contemporáneos (1844) y El Silabario Argentino editado por suscripciones en 1845. Murió pocos años después.